# Andrew Randell
Andrew Randell (* 4. Juli 1974 in Johannesburg, Südafrika) ist ein ehemaliger kanadischer Radrennfahrer.

## Karriere
Andrew Randell begann seine Karriere 1999 bei dem US-amerikanischen Radsportteam Jet Fuel Coffee. In seinem zweiten Profijahr wurde er kanadischer Vizemeister im Zeitfahren. Seine bislang erfolgreichste Saison war 2002, in der er jeweils eine Etappe beim Ringerike Grand Prix und beim FDB Milk Ras gewann; außerdem wurde er nationaler Meister im Straßenrennen. Seit 2006 fährt Randell für das kanadische Continental Team Symmetrics. 2006 und 2007 gewann er Etappen der Vuelta a El Salvador für sich entscheiden. Auch im nächsten Jahr gewann er dort wieder eine Etappe und das Mannschaftszeitfahren. 2007 und 2010 wurde er jeweils kanadischer Vize-Meister im Straßenrennen.
Ende der Saison 2011 beendete er seine Karriere als Berufsradfahrer.

## Erfolge
2002
- eine Etappe Ringerike Grand Prix
- eine Etappe FDB Milk Ras
- Kanadischer Meister – Straßenrennen

2006
- drei Etappen Vuelta a El Salvador

2007
- zwei Etappen Vuelta a El Salvador

## Teams
- 1999 Jet Fuel Coffee-Vitasoy
- 2000 Jet Fuel Coffee
- 2001 7 UP-Colorado Cyclist
- 2002 Sympatico-Jet Fuel Coffee
- 2003–2004 Jet Fuel Coffee
- 2005 Jet Fuel Coffee-Sympatico
- 2006–2008 Symmetrics Cycling Team
- 2009 Planet Energy
- 2010 SpiderTech-Planet Energy
- 2011 Team SpiderTech-C10
- 2013 Jet Fuel Coffee-Norco Bicycles